# 毕云程故居
毕云程故居位于中国浙江省嘉兴市海盐县澉浦镇镇中村南小街115号，为近代学者毕云程在海盐的故居。该建筑建于民国十四年（1925），两层砖木结构，采用中西合璧的建筑风格。原面阔三间，现存西侧一半。1945年9月曾作为新四军浙东纵队从余姚四明山北撤至山东途中澉浦之战的临时指挥部。2001年收归国有，2014年12月-2015年3月由澉浦镇政府投资修缮，将择期对外开放。